# Franz Xaver Weinmüller
Franz Xaver Weinmüller (* 6. Dezember 1771; † 3. Oktober 1845) war ein bayerischer Bürgermeister.

## Werdegang
Weinmüller war von Beruf Rotgerber. Von 1825 bis 1830 war er Bürgermeister des oberbayerischen Marktes Bruck.